# Vondelstraatrellen

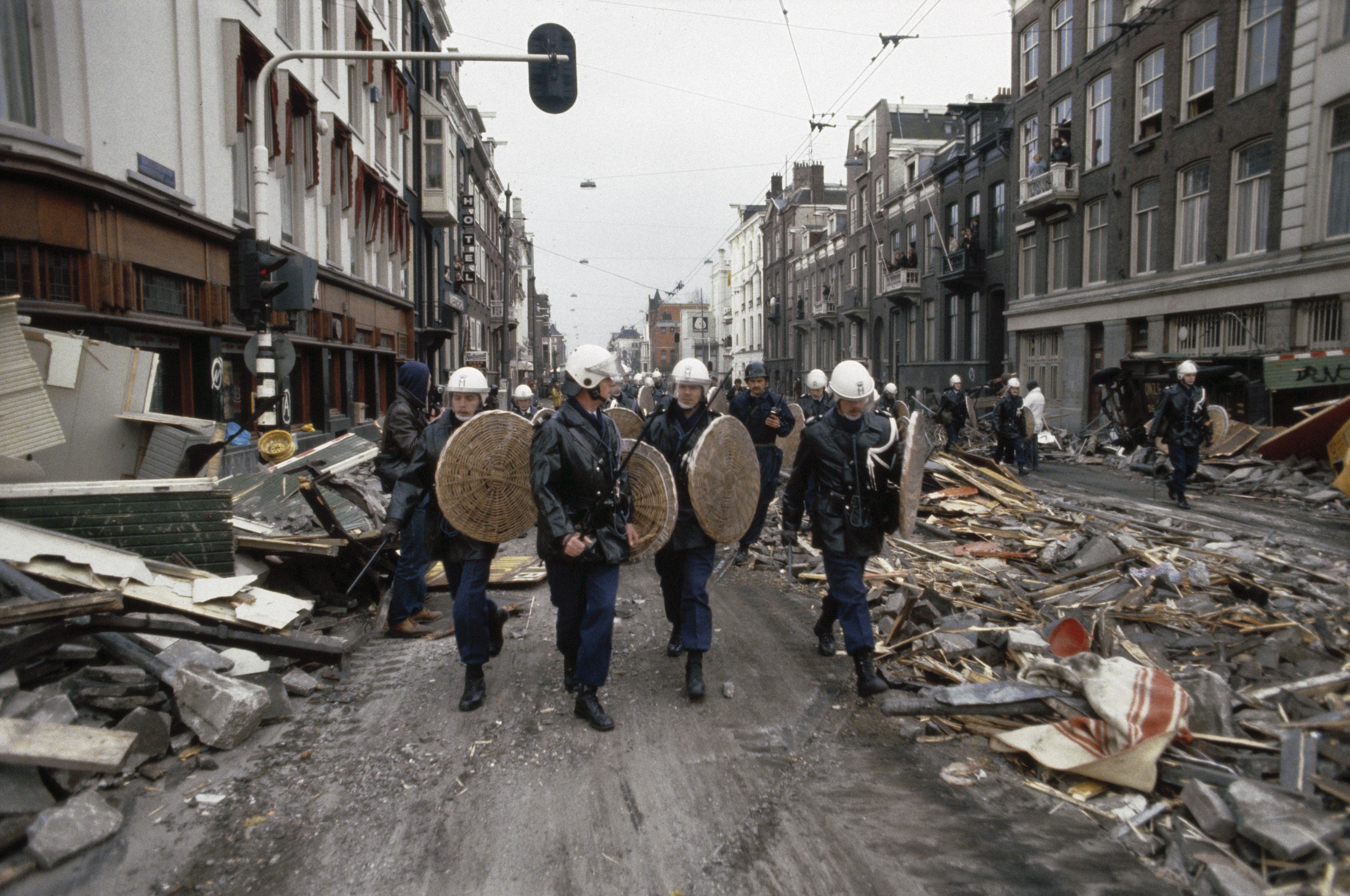
Mobiele Eenheid met helm en wapenschild bij de Vondelstraatrellen in 1980

De Vondelstraatrellen waren de eerste grote krakersrellen in Amsterdam, die plaatsvonden van 29 februari t/m 3 maart 1980, twee maanden voor de inhuldiging van Koningin Beatrix.
Op 29 februari werd het eerder ontruimde pand op nummer 72 in de Vondelstraat opnieuw gekraakt. De kraak was grondig voorbereid: een grote demonstratie in de binnenstad moest de aandacht van de politie voor het pand afleiden. De kraak lukte, maar in de avond van 29 februari probeerde de politie het pand, op de hoek met de Constantijn Huygensstraat, direct te ontruimen. De drie pelotons Mobiele Eenheid die er op af werden gestuurd, werden echter binnen 10 minuten door een grote groep krakers verjaagd. Liefst 53 agenten raakten gewond, waarvan er 25 naar het ziekenhuis moesten. Het hele treffen was voor Amsterdammers rechtstreeks te volgen via de lokale radiozender Radio Stad Amsterdam. Deze zender zou het hele weekend met extra uitzendingen de gebeurtenissen op de voet volgen en een deel van de onderhandelingen verliep ook op zender. 
Na het vertrek van de Mobiele Eenheid begonnen de krakers met het bouwen van barricades rondom het pand. Ze vreesden een spoedige terugkomst van de politie. Bouwwerkzaamheden in de buurt leverden barricade-materiaal: van stenen tot complete bouwketen. Aan de kant van de krakers was een leidende rol weggelegd voor de toen nog jonge Wijnand Duyvendak. Door de opbouw van barricades tussen de kruising Constantijn Huygensstraat met de Overtoom aan de ene kant en de brug over het Vondelpark aan de andere kant ontstond een vrijstaat waar politie en hulpdiensten geen toegang meer hadden, ook werden 5 lijnen van het tramverkeer over twee belangrijke doorgaande verkeersroutes, de Constantijn Huygensstraat en de Overtoom, geblokkeerd. 
Om de barricades te doorbreken werden op 3 maart op verzoek van burgemeester Wim Polak en hoofdcommissaris T. Sanders  pantservoertuigen van de genie en meer dan 1000 man politie, Marechaussee en leger ingezet. De bewapening werd op verzoek van Minister van Binnenlandse Zaken Hans Wiegel van de tanks verwijderd. Net als alle andere beleidsmakers was hij bezorgd over de mogelijke gevolgen van schieten, niet alleen door de scherpschutters van de politie, maar ook door het leger. De tanks en de dreiging van scherpschutters van onder andere de Brigade Speciale Beveiligingsopdrachten moesten een eind maken aan de bezetting van de belangrijke verkeersaders van Amsterdam. De krakers en hun sympathisanten moesten het uiteindelijk afleggen tegen de Mobiele Eenheid. Tijdens de actie, die om 6.00 uur begon, reden de tanks tegen 7.00 uur door de barricades. De door de overheid bedoelde overmacht werkte, er was nauwelijks verzet van de kant van de krakers. Het kraakpand werd niet ontruimd, de gehele actie had alleen tot doel om het verkeer en de openbare orde in het gebied te herstellen.